# Église de la Décollation-de-Saint-Jean-Baptiste de Mont-Saint-Jean
Pour les articles homonymes, voir Église de la Décollation-de-Saint-Jean-Baptiste.
L'église de la Décollation-de-Saint-Jean-Baptiste de Mont-Saint-Jean est une église située à Mont-Saint-Jean, en France.

## Localisation
L'église est située sur la commune de Mont-Saint-Jean, dans le département de l'Aisne.